# Carl Kleitz

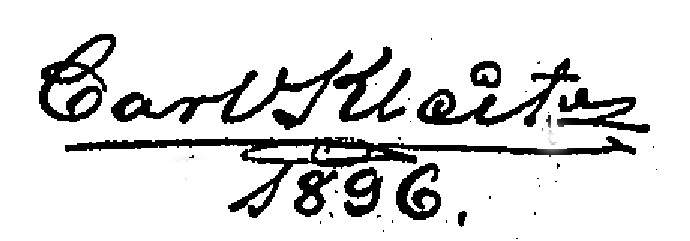
Carl Kleitz namnteckning 1896.

Carl Nestor Kleitz, född 15 maj 1860 i Linköping, död 28 juni 1900 i Stockholm, var en svensk arkitekt

## Biografi
Kleitz ägnade sig åt byggverksamheten redan i unga år. På 1880- och 90-talet, då Stockholm växte kraftigt i befolkning och bebyggelse var Kleitz mycket aktiv. I stadens byggnadsregister finns han uppförd för cirka 50 bostadshus i  Stockholms innerstad.

## Verk i urval[3]
- Artillerigatan 12, 1891-95
- Birger Jarlsgatan 12, 1896-97
- Grevgatan 4, 1895-96
- Grevgatan 6, 1895-96
- Grevgatan 8, 1894-95
- Grevgatan 31, 1894-95
- Grevgatan 33, 1896-97
- Grev Magnigatan 8, 1893
- Narvavägen 7, 1890-91 (tillsammans med Gustaf Wickman och Edward Ohlsson)
- Narvavägen 29, 1889-90
- Narvavägen 31, 1888-89
- Narvavägen 33, 1887-88
- Riddargatan 24, 1891-95
- Skeppargatan 41, 1898-99
- Skeppargatan 23, 1889
- Strandvägen 13, 1895-96
- Stureplan 19, 1893 (tillsammans med Edward Ohlsson)

## Bilder

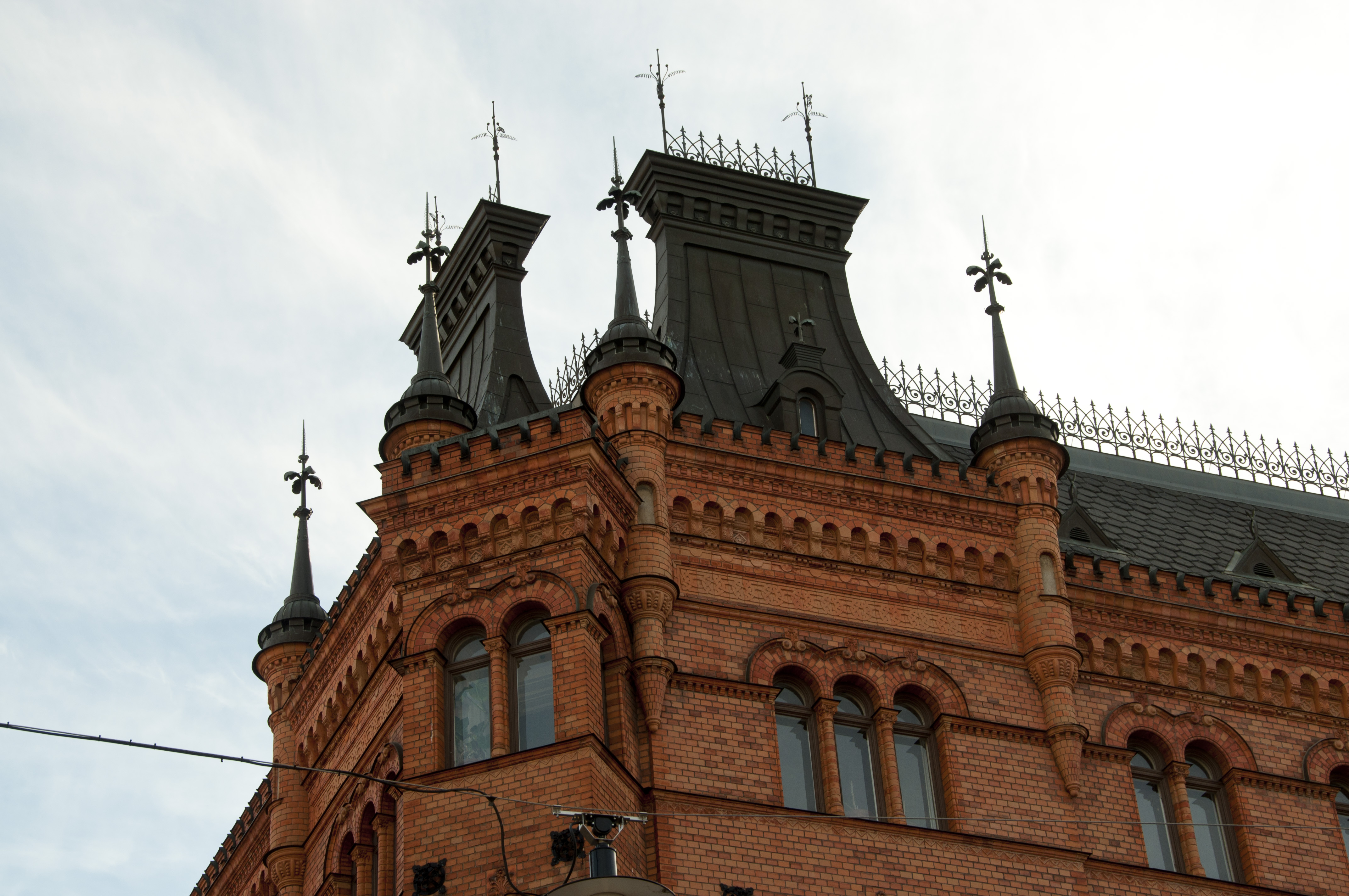
Takparti på Artillerigatan 12, Stockholm.
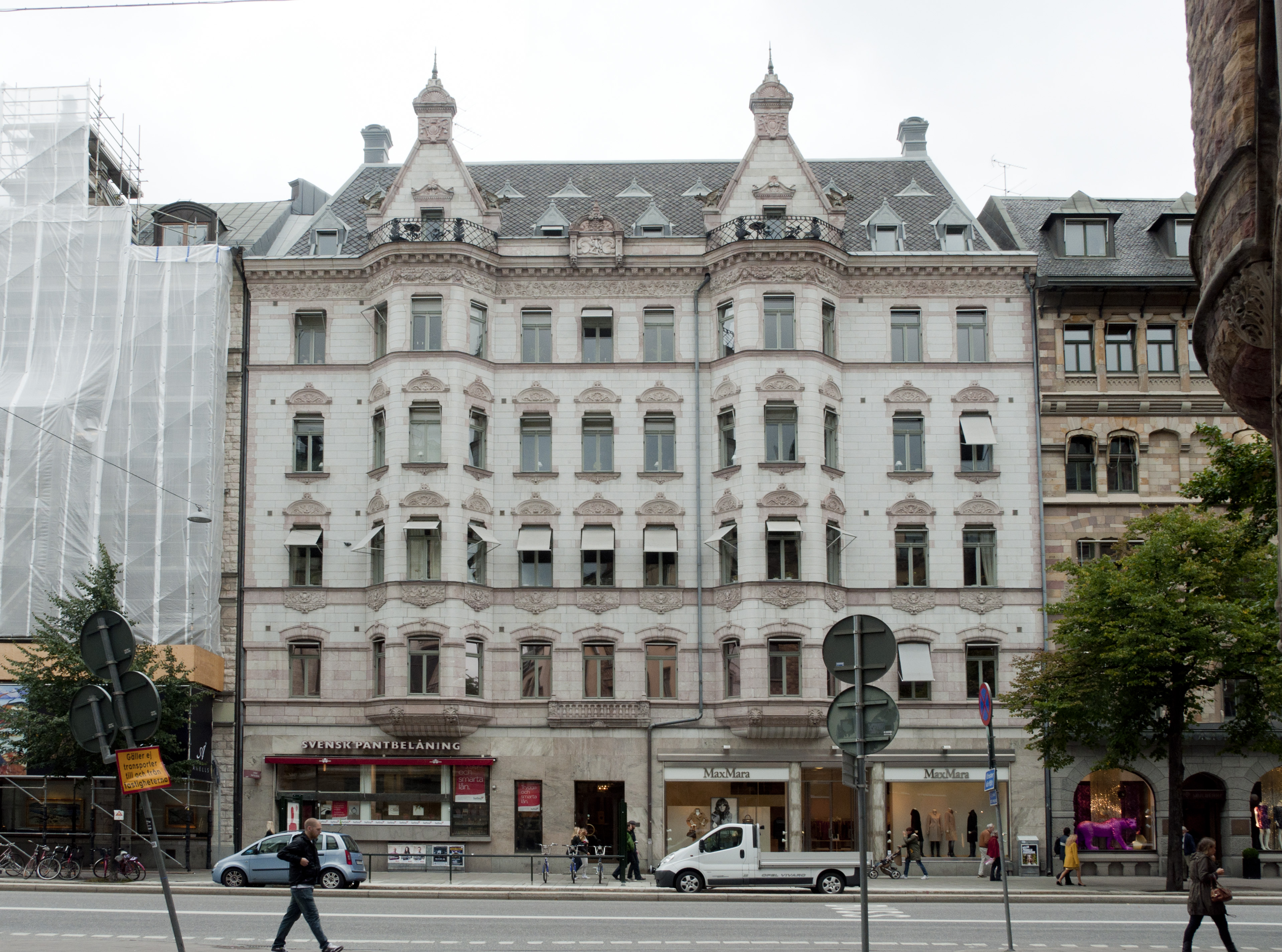
Birger Jarlsgatan 12.
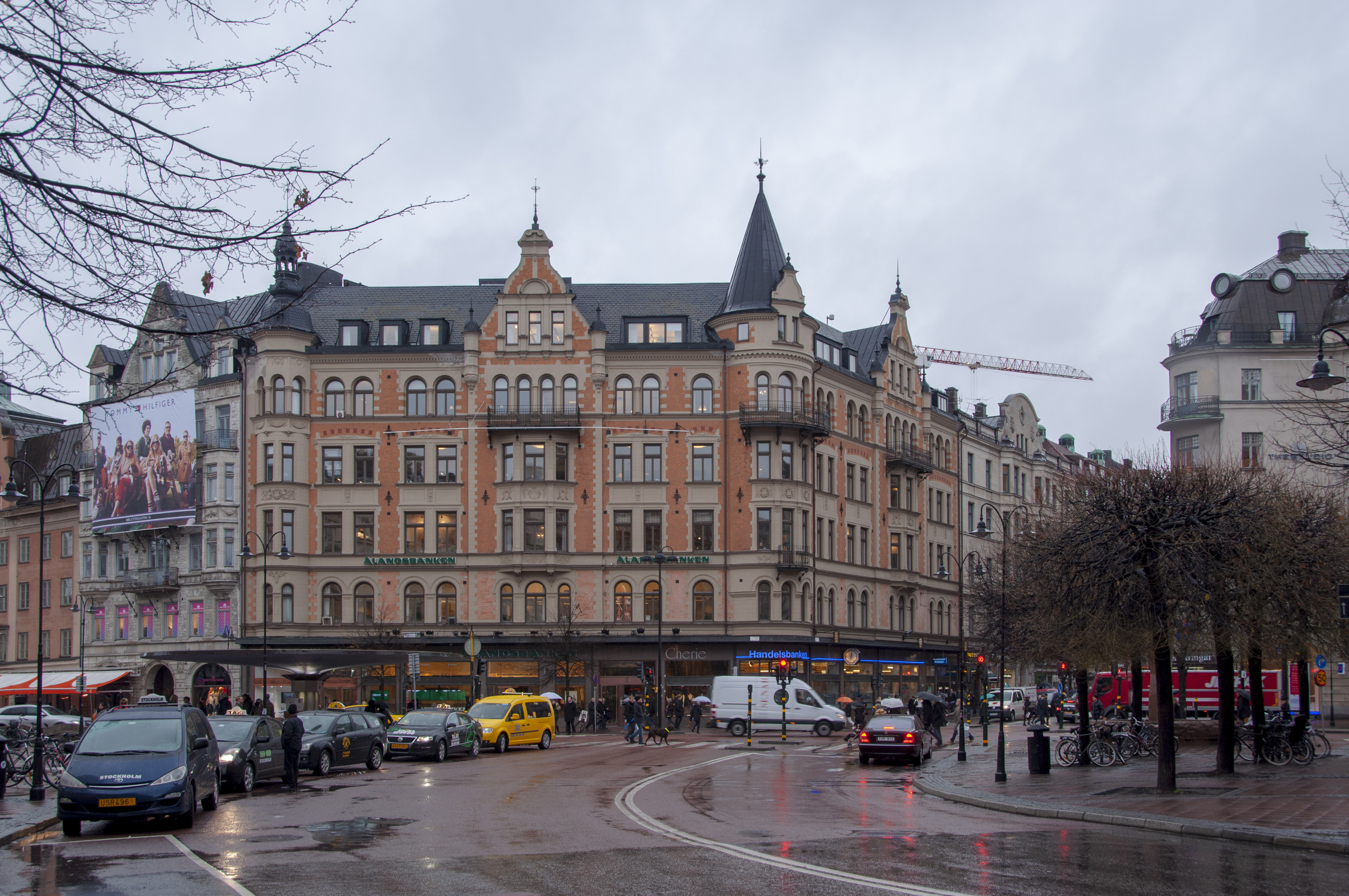
Stureplan 19.
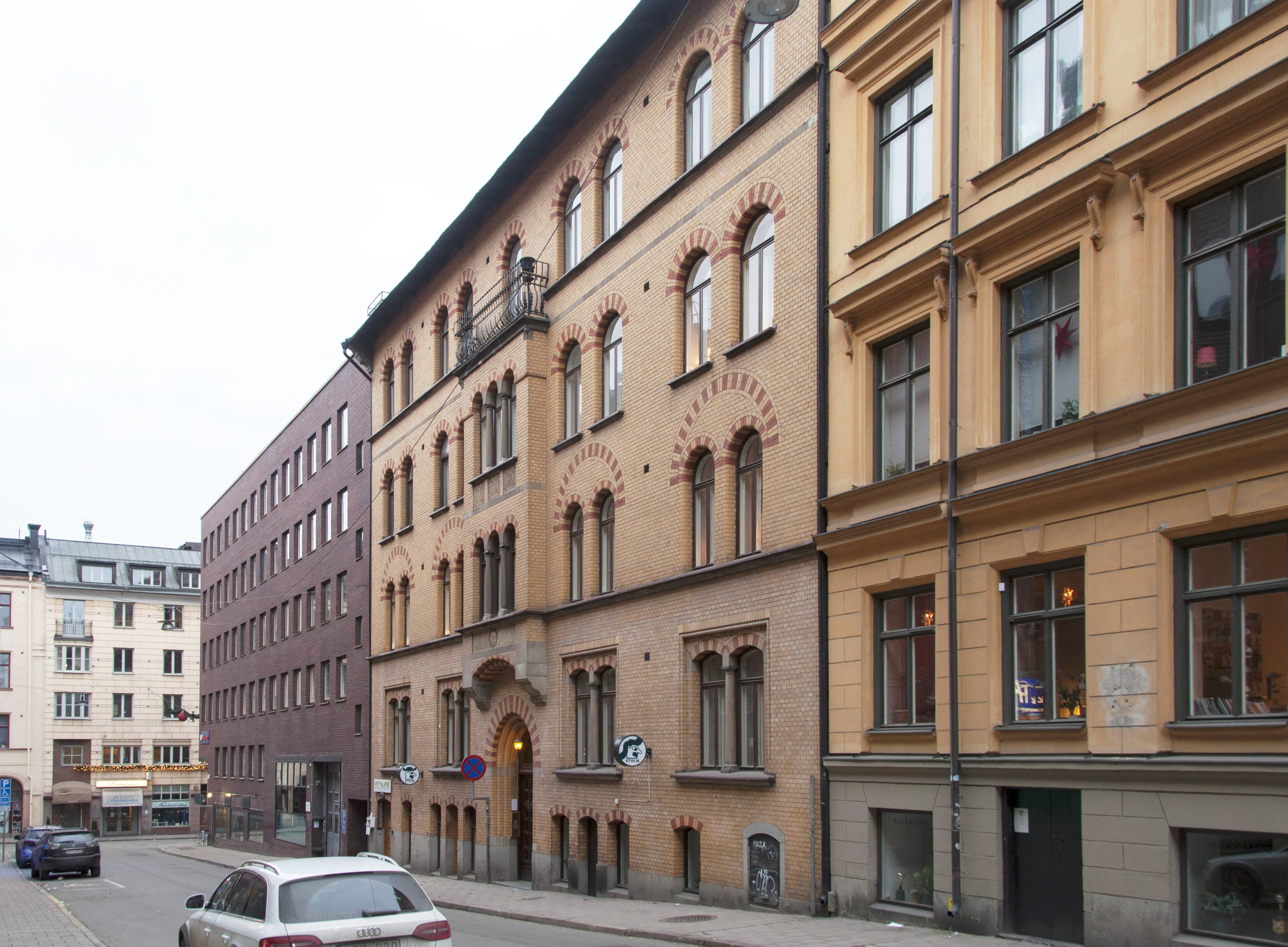
Brahegatan 3